# Barril de cerveza

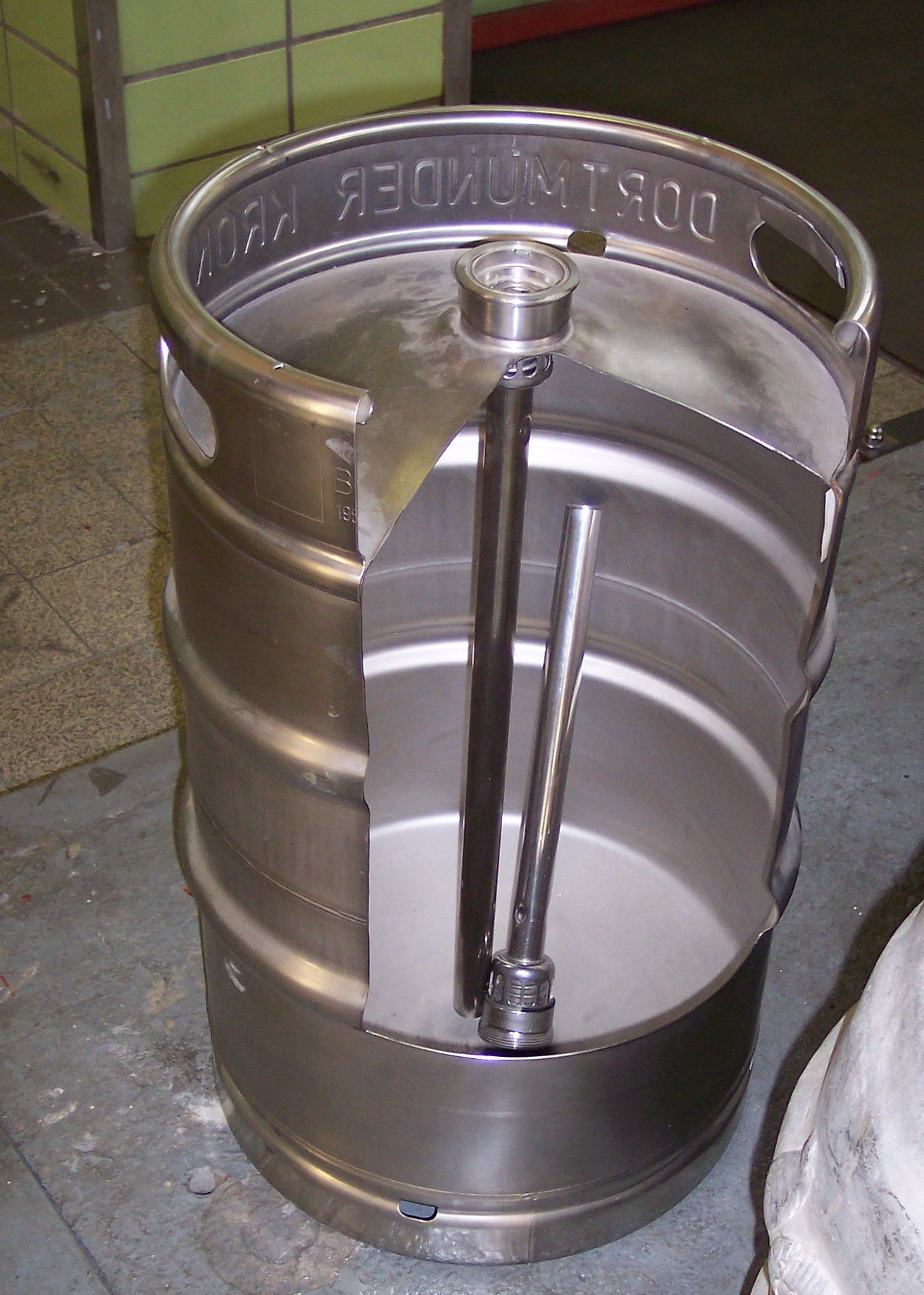
Corte de un barril DIN de 50 litros

El barril de cerveza es un recipiente destinado a contener cerveza. 
Tradicionalmente, los barriles de madera los fabricaba un tonelero y se empleaban en origen para transportar clavos, arenques, salmón, vino, melaza, mantequilla, jabón, pólvora y líquidos variados. Estos mismos barriles fueron los primeros utilizados para almacenar cerveza.
Más recientemente los barriles de cerveza se construyen de aluminio o acero y se usan para almacenar, transportar y servir la cerveza. También se usan para otras bebidas -alcohólicas o no, carbonatadas o no- y en general, líquidos que se guardan bajo presión.
El término barril en español tiene el sentido de un contenedor de forma cilíndrica -y nos referiremos a él como tonel- mientras que en el mundo anglosajón un barrel se refiere a una unidad de medida y la palabra empleada para denominar el recipiente es keg o cask. Este artículo se centra en el recipiente, aunque está muy relacionado con la unidad de medida.

## Barril de cerveza
Los toneles de cerveza actuales se fabrican con acero inoxidable o -menos frecuentemente- con aluminio. El tonel tiene un solo orificio en un extremo. De ahí parte un tubo interno que llega hasta el otro extremo. El orificio tiene una válvula automática de presión que se abre al acoplar una pieza -pinchar el barril- que permite extraer la cerveza, así como inyectar por otra válvula del mismo orificio gas a presión -usualmente dióxido de carbono- para impulsar la cerveza fuera del tonel.

### Tamaños
Históricamente un tonel de cerveza tenía un tamaño estándar de 50 galones (189,2 litros), en contraposición con los 32 galones (121,1 litros) de uno de vino, o los 42 (159 litros) de uno de petróleo (referido a galones USA). A lo largo de los años los tamaños del tonel han evoluciondo y las distintas fábricas de cerveza del mundo usan diferentes tamaños. Incluso en toneles de la misma capacidad -p.e., los métricos de 50 litros- la forma del tonel y la válvula pueden diferir ampliamente.

### Estándares de tamaño USA
La mayoría de fabricantes en USA venden la cerveza por medios barriles (11cm), cuartos de barril y sextos. Dado que los toneles no están estandarizados, el tonel no puede usarse como una unidad de medida estándar de volumen de líquidos. El tamaño varía de fábrica a fábrica.

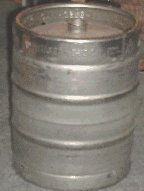
Un típico tonel (medio barril) con su orificio en el centro de la tapa

Un contenedor típico -para distinguir de barril objeto y barril unidad - tiene 15.5 galones USA y es lo que se llama habitualmente medio barril. Generalmente el contenedor tiene menor capacidad de un barril, alrededor de 30 galones o menos.
En USA los términos medio barril y cuarto de barril se derivan de que legalmente un barril de cerveza contiene 31 galones USA. Un contenedor de 15.5 galones USA equivale a:
- 12.7 galones imperiales
- 58.67 litros
- 103.25 pintas imperiales
- 124 pintas USA
- aprox. 180 botellas/botes de cerveza (de tercio)

### Toneles DIN & europeo
En países europeos la capacidad más habitual es de 50 litros -incluso en UK con su sistema imperial de medidas, el tonel estándar de 11 galones imperiales casi coincide con los 50 litros del sistema métrico. Las normas alemanas DIN 6647-1 y DIN 6647-2 definen toneles del 30 y 20 litros. Una regulación europea más reciente define toneles de 50, 30, 25 y 20 litros de capacidad con aspecto más aplastado que la especificación alemana.
| contenido        | DIN 6647-1/2    | Diámetro DIN | europeo         | Diámetro europeo |
| ---------------- | --------------- | ------------ | --------------- | ---------------- |
| 50 l (13.21 gal) | 600 mm (altura) | 381 mm (ø)   | 532 mm (altura) | 408 mm (ø)       |
| 30 l (7.93 gal)  | 400 mm (altura) | 381 mm (ø)   | 365 mm (altura) | 408 mm (ø)       |
| 25 l (6.61 gal)  | -               | -            | 327 mm (altura) | 395 mm (ø)       |
| 20 l (5.28 gal)  | 310 mm (altura) | 363 mm (ø)   | 216 mm (altura) | 395 mm (ø)       |

En algunas zonas es común referirse al contenido no en litros sino en cervezas. En zonas en las que la cerveza se sirve en jarra de 0.5 litros (e.g. Alemania) se denomina a un tonel de 50 litros como de 100 cervezas.

### Especificaciones de un tonel de medio barril USA
La especificaciones más aceptadas de un tonel son:
| Altura del tonel       | 23.3 pulgadas (60 cm)               |
| Diámetro del tonel     | 16.1–17.15627 pulgadas (41-43.5 cm) |
| Contenido              | 1984.0 onzas USA                    |
| Contenido              | 15.5 galones USA                    |
| Contenido              | 12.91 galones imperiales            |
| Contenido              | 58.7 liters                         |
| Peso lleno             | 160.5 lb (72.8 kg)                  |
| Peso vacío             | 29.7 lb (13.5 kg)                   |
| Contenido de cerveza   | 130.8 lb (59.3 kg)                  |
| Equivalente en tercios | 165.6                               |
| Jarras de medio litro  | 124                                 |

### Pinchando un barril
Hay dos tipos de mecanismos para extraer cerveza de un barril: bomba propia y bombas de gas. Las bombas propias usan aire del exterior, lo que puede introducir bacterias dentro del tonel, además de oxígeno, que oxida la cerveza lo que le da un sabor acartonado (cerveza picada). Los barriles que operan con bomba propia deben ser consumidos antes de 18–24 antes de que eśta se estropee. Las bombas de gas usan generalmente CO2, pero ciertas marcas requieren mezcla con otros gases (Guinness requiere 25% CO2 y 75% nitrógeno). Las bombas de gas conservan el contenido del tonel hasta 120 días (con la adecuada refrigeración).
Como cualquier contenedor presurizado, un barril de cerveza puede causar accidentes, ya use este aire comprimido o dióxido de carbono:
El sistema de acoplamiento de la válvula y el regulador de presión han de estar equipados con un purgador de presión. Si usted no está familiarizado con estos sistemas, consulte con su distribuidor,,, (alerta grabada en un barril de cerveza)
Generalmente, en USA y Australia los barriles o el serpentín de la cerveza están introducidos en un cubo de agua fría, para enfriar la cerveza.

## Otros formatos

### Cornelius
Un tonel cornelius (también conocido como Corney o barril de soda) tiene forma cilíndrica y está fabricado en metal (acero o aluminio). Se utilizó originalmente por la industria de las bebidas gaseosas y ahora se usa para almacenar y dispensar cerveza, especialmente la elaborada de forma casera.
Los toneles Cornelius se fabricaron originalmente por la compañía IMI Cornelius. Desde la llegada de nuevas tecnologías como los paquetes Bag-In-Box (BIB) los embotelladores de bebidas gaseosas han abandonado el tonel Cornelius.

### Mini

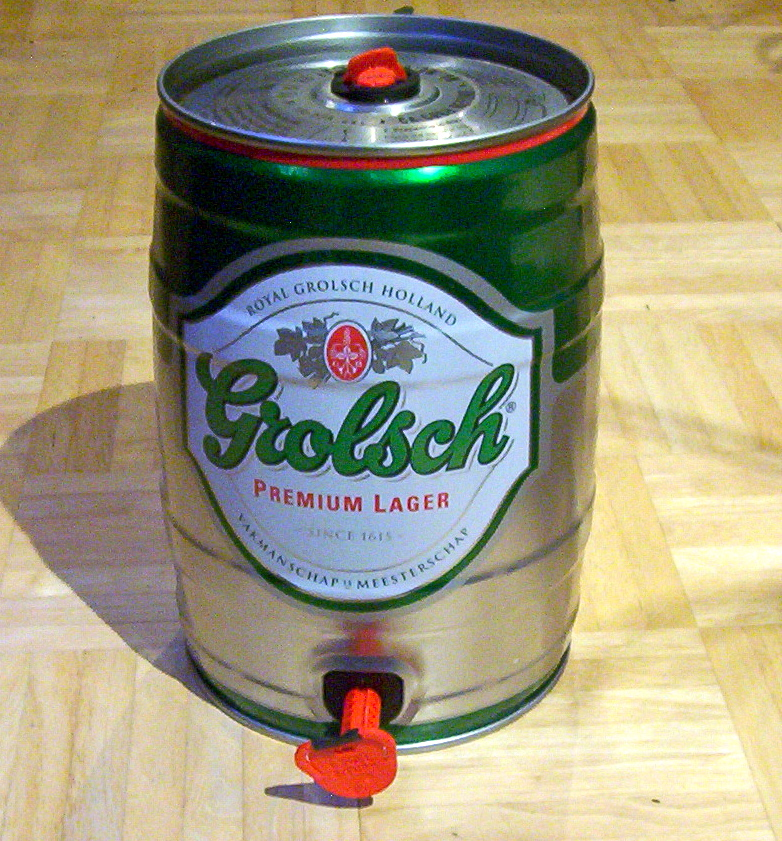
Mini barril de cerveza Grolsch

El barril mini tiene una capacidad de 5 litros y se utiliza para venta al cliente final. Algunas marcas lo suministran con un grifo en la parte inferior por donde cae la cerveza por gravedad, mientras que otras usan una válvula de presión de bajo coste. Los mini barriles no se devuelven al fabricante para lavado y rellenado, tienen un solo uso. Los toneles hechos de aluminio pueden ser reciclados.

### Balón de cerveza
Otro tipo de barril mini se denomina balón de cerveza, un barril de plástico desechable que suele contener alrededor de 5.2 galones (unos 20 L), aproximadamente unas 55 latas de cerveza, aunque también los hay de 3.8 galones de capacidad (14 L). Al igual que los toneles profesionales, la cerveza sale forzada por presión de gas.

### Schop
Según la etimología de la palabra y su historia, más allá que en algunos países como Argentina o Brasil se conoce como Schop al vaso de cerveza, este concepto de Chopp viene a referirse a la cerveza de barril. Esto quiere decir que, históricamente y en algunos países, pedir un Schop no es simplemente un vaso de cerveza, sino que es un vaso de cerveza con cerveza de barril únicamente, de aquí viene la gran diferencia entre Schop y cerveza de botella.

### Un solo uso
Hay otro tipo de envase de un solo uso disponible en gran parte de comercios. Ecokeg, una invención australiana, suministra envases de un solo uso mucho más ligeros que los de acero. Proporciona toneles de 30 y 38 L, en variantes de plástico o cartón reforzado. PubKeg proporciona envases de 20 L completamente reciclables.